# La mia notte con Maud
La mia notte con Maud (Ma nuit chez Maud) è un film del 1969 scritto e diretto da Éric Rohmer.
Presentato in concorso al 22º Festival di Cannes e nominato all'Oscar al miglior film straniero, è il terzo capitolo (nell'ordine della serie, ma quarto in ordine cronologico) del ciclo dei Sei racconti morali (Six contes moraux), una serie di opere del regista francese composta da un cortometraggio, un mediometraggio e quattro lungometraggi. Segue La collezionista (1967) e precede Il ginocchio di Claire (1970).

## Trama
(Jean Louis)
Jean Louis è un ingegnere di 33 anni che, dopo aver lavorato una decina d'anni in America, torna in Francia, a Clermont-Ferrand, dove trova impiego alla Michelin. Una mattina a messa vede Françoise, una studentessa di 22, e se ne innamora. La segue in automobile mentre si allontana sulla bicicletta, ma la perde di vista. Una sera, a un bar, ritrova un vecchio compagno di scuola, Vidal, professore di filosofia, che lo invita a casa di un'amica, Maud, una pediatra divorziata. I tre cenano, parlano di Pascal e del cattolicesimo. I due lo criticano per il suo conservatorismo, soprattutto per ciò che riguarda l'amore.
Intanto fuori inizia a nevicare. Vidal si congeda e Maud propone a Jean Louis, sapendo che abita lontano e che il percorso in auto sulla strada ghiacciata è rischioso, di restare per la notte. Continuando a chiacchierare confidenzialmente, gli racconta del suo divorzio: il marito amava una studentessa e lei aveva un amante che, in una giornata nevosa, era morto in un incidente d'auto. Jean Louis è combattuto fra l'attrazione che prova nei confronti di Maud, la consapevolezza della disponibilità di lei e gli scrupoli morali. Uscito il mattino dopo dalla casa della pediatra incontra casualmente Françoise. Fanno conoscenza e si danno appuntamento per il giorno dopo a messa. Convinto che lei è la donna della sua vita, le dichiara le sue intenzioni e Françoise confessa di aver avuto un amante sposato. Jean Louis le ribadisce il suo amore.
Cinque anni più tardi la coppia ha un figlio ed è in vacanza al mare. In modo del tutto casuale incontrano Maud. Lei e Françoise si conoscono già: l'uomo con cui era stata Françoise era l'ex marito di Maud. Jean Louis non reagisce. Insieme accompagnano il figlio a fare il bagno.

## Produzione

### Soggetto
Il soggetto è una riscrittura di una sceneggiatura ispirata a un racconto di Rohmer del 1945 ambientato durante l'occupazione.
Nell'intervista concessa a Cahiers du cinéma, nell'aprile 1970, Rohmer racconta che là era il coprifuoco che costringeva un uomo e una donna a trascorrere la notte insieme, qui è la neve, ma la sostanza la esprimono bene i versi del poeta Paul Éluard: "Era tardi / Era scesa la notte / Ci siamo innamorati l'una dell'altro" e così via. Era questa l'idea.

### Dialogo
(Michele Mancini, Eric Rohmer, p. 60.)

### Luoghi delle riprese
- Gli esterni sono costituiti dalle strade, le case, i negozi della cittadina di Clermont-Ferrand fotografata durante le feste natalizie con le luminarie e abbondantemente innevata.
- L'appartamento chalet a Ceyrat dove abita Jean Louis
- la mensa delle fabbriche Michelin
- il caffè Le Suffren dove Jean Louis incontra Vidal
- la chiesa gotica di Nôtre Dame-du-Port dove Jean Louis incontra Françoise
- l'appartamento di Maud
- l'appartamento di Françoise
- una spiaggia della Bretagna

### Cast
Rohmer aveva programmato il film ancora prima de La collezionista ma attese due anni per girarlo per avere come attore protagonista Jean-Louis Trintignant, prima impegnato in altre lavorazioni. Riteneva indispensabile avere un interprete di valore per il ruolo del narratore. (Michele Mancini, op. cit., p. 60.)

## Critica

### Pascal e il calcolo delle probabilità
(Jean-Luc Lacuve, 28/01/2009)
((traduzione propria))

### Il finale
Michele Mancini scrive:
(Michele Mancini, Eric Rohmer, p. 66.)

## Temi
- la religione
- il caso
- il destino
- le donne

1. la ricerca di una moglie, Françoise
2. la tentazione di un'altra, Maud

- il gioco delle coppie